# Alterungsbeständigkeit
Mit Alterungsbeständigkeit wird die Eigenschaft eines Materials oder eines Bauelements bezeichnet, seine physikalischen und chemischen Eigenschaften im Laufe eines längeren Zeitraums nicht zu verändern.

## Prüfverfahren
Die Prüfung der Alterungsbeständigkeit unter normalen Umgebungsbedingungen ist meist nicht direkt möglich, weil sie zu lange Zeit dauern würde. Daher werden meist Verfahren verwendet, die eine raschere (künstliche) Alterung bewirken oder Langzeittests durchgeführt:
Abbau durch Spaltung der Moleküle durch:
- erhöhte Temperatur,
- Einwirkung von Licht und/oder UV-Licht,
- Einfluss von Chemikalien (Sauerstoff, Ozon)
- Mikroorganismen oder
- mechanische Beanspruchungen.

Physikalische Alterung:
- Relaxation oder Spannungsabbau, z. B. durch Einfluss von Feuchte (niedrig und hohe Feuchten oder Feuchteschwankungen)
- Nachkristallisation
- Entmischung (Phasentrennung) oder
- Weichmacherdiffusion

Manchmal wird dafür der Begriff „beschleunigte Alterung“, eine Übersetzung des Englischen accelerated ageing, verwendet. Solche Verfahren werden oft in Normen festgelegt, um einheitliche Prüfverfahren und somit vergleichbare Angaben zur Alterungsbeständigkeit von Produkten unterschiedlicher Hersteller zu erreichen. Jedoch sind die Interpretationen immer wieder umstritten für die Echtzeit-Alterung.

## Beispiele für Normen zur Prüfung der Alterung
- DIN 6738, Lebensdauer-Klassen von Papier und Karton, und
- DIN ISO 9706, eine „strengere“ Norm für alterungsbeständiges Papier (besonders für Langzeit-Archivierung bedeutsam)
- DIN 51554, Alterungsbeständigkeit von Mineralölen
- ISO 188, Elastomere oder thermoplastische Elastomere – Prüfung zur Bestimmung der beschleunigten Alterung und der Hitzebeständigkeit
- ISO 11561, Alterung von Wärmedämmstoffen
- ISO 2578, Kunststoffe – Bestimmung der Temperatur-Zeit-Grenzen bei langanhaltender Wärmeeinwirkung